# 梅勒尔贝克
梅勒尔贝克（荷蘭語：Merelbeke，荷蘭語發音：[ˈmeːrəlbeːkə]）是比利时弗拉芒大區东佛兰德省根特區的一个市镇，通行荷蘭語，是弗拉芒社群的一部分，面积37平方千米，人口24,634人（2018年1月1日）。